# Константин Ярославич
Константин Ярославич (ум. 1255) — сын великого князя Владимирского Ярослава Всеволодовича, первый удельный галицкий князь.
Упоминается в летописи в первый раз под 1238 г. в числе князей, уцелевших во время нашествия Батыя. В 1243 году великий князь Ярослав Всеволодович поехал в Орду к Батыю, а своего сына Константина послал «к Канови» — в далекий Каракорум. Константин вернулся к отцу в 1245 году «с честью». Через год Ярослав умер, и Константин получил в удел Галич-Мерьский и Дмитров.
Константин умер весной 1255 года и был похоронен в Успенском соборе Владимира, ныне могила утрачена.
Оставил двух сыновей, унаследовавших его удел: Давыда и Василия.